# 李完九
李完九（：／ Yi Wan-Ku，1950年6月2日—2021年10月14日），韩国政治人物，生于忠清南道青阳郡。2015年2月16日起任韩国国务总理，同年4月27日李完九因被涉贪腐案件请辞总理的职务被获准，案件一审中被判有罪，后经二审及韩国大法院宣判无罪。

## 从政经历
李完九1950年6月2日出生于韩国忠清南道青阳郡。中學就讀大田中學及首爾養正高等學校，後在成均馆大学修讀行政学系。
1974年，李完九通过韩国行政高等测试，1975年起担任经济企划院（现韩国企划财政部）事务官。征兵体检时，由于舟状骨生出副骨的障碍影响了服役，他于1976年5月入伍，1977年4月退役。历任忠清北道地方警察厅长、忠清南道地方警察厅长，在经济、治安领域的治理能力受到认可。1996年，代表新韩国党参加韩国第15届国会选举并首次当选议员。
2006年地方選舉，当选第35任忠清南道知事（相当于省长），后因不满时任总统李明博对世宗市作为行政中心复合城市的原有方案（此一方案由前总统卢武铉主导，而李明博任首尔市长时明确表示反对）的修改，2009年12月3日，李辞任知事一职。由于当时韩国执政党大国家党（现更名为新世界党）党内对世宗建设方案存在分歧，分为“亲李（明博）派”和“亲朴（槿惠）派”，而李完九与朴槿惠的立场相同，从而获得了朴槿惠的信任。2012年韩国总统选举中，李完九担任朴槿惠阵营的“忠清南道选举对策荣誉委员长”，为朴槿惠最终当选总统立下汗马功劳。2013年补缺选举后当选国会议员，重归国政平台。2014年5月8日，李完九成为执政党新世界党的国会代表，这也是首次有忠清南道籍贯的议员担当这一职位。被划为亲朴派的李完九在处理与在野党的关系时手段圆滑，被舆论认为是富有政治手腕、人脉广泛。

## 出任总理
2014年4月27日，其前任国务总理郑烘原宣布对“世越号”沉船事故负责，引咎辞职。随后，朴槿惠曾提名大法院前大法官安大熙和《中央日报》前总编辑文昌克继任国务总理，两人在被曝有不当行为或言论引发争议后都放弃了提名人资格，朴槿惠因此遭舆论痛批。在2015年农历新年业务汇报工作结束后，朴槿惠接受了郑烘原的辞呈。2015年1月23日，韩国总统府青瓦台正式宣布了提名李完九为新任国务总理的决定。
外界认为，李完九获重用是因为朴槿惠意图突破国政危机，挽回民心、恢复施政动力，而同期民调数据显示民众对朴槿惠的支持率已经跌至30%，是朴上台以来的最低水平。而青瓦台官方表示，朴槿惠是为了加强青瓦台与执政党以及在野党的“沟通”。青瓦台相关人士也称朴槿惠对李完九的沟通能力和推进能力评价很高。青瓦台宣传首席秘书官尹斗铉在接受采访时表示，李完九对朴的执政思路理解得“非常深刻透彻”，并一直与在野党保持着密切的合作关系，为国会正常运转做出了“很大贡献”，是有效推行“经济改革三年规划”、扶正公职纪纲、为民服务与民沟通的最佳人选。而李完九本人也在记者会上表示“将成为一名敢于向总统直言上谏、说出逆耳忠言的总理”，“将强化与国民和在野党的沟通”。青瓦台的一位参谋人员称此前朴槿惠选择的多是管理型总理，现在选择政治家担任总理，表明朴打算把处理青瓦台与执政党及在野党关系的大部分事务交给总理负责。这显示出朴槿惠有意将李完九打造为全方位为政府和国会牵线搭桥的“实权型总理”，而李完九也有意承担起重任。
2015年1月23日，韩国青瓦台公布总统朴槿惠对韩国内阁和青瓦台的人事调整方案，李完九被任命为国务总理。同年2月10日，韩国国会人事听证特别委员会从10日上午10时起举行为期两天的听证会，对李完九展开质询。结果本应于12日表决的李完九任命案，由于在野党要求推迟，最后敲定16日表决。
2015年2月11日，朝鲜劳动党机关报《劳动新闻》发文提及了李完九的各种负面新闻，称韩国政界人士为腐败分子。同日举行的记者会上，韩国统一部发言人林丙哲就朝鲜媒体发文批评韩国国务总理提名人李完九表示遗憾。
2015年2月13日，民调机构盖洛普韩国公布调查结果显示，有41%的受访者认为韩国总理提名人李完九是“不合适人选”，认为是“合适人选”的比率为29%，有30%受访者保留意见。而在此前李完九于2015年1月23日获得国务总理提名，同月27日到29日进行的民意调查显示，认为“李完九是合适人选”的受访者比率为39%，认为“不合适”的比率达20%。而在这次调查中，“合适”的比例下降10个百分点，“不合适”的比率上升21个百分点。
2015年2月16日，韩国国会以52.7%的赞成票通过李完九的总理任命案，李完九成为朴槿惠政府的第二任国务总理。当天，韩国国会召开全体会议对李完九任命案进行了不记名投票，出席会议的281名国会议员中有148人赞成、128人反对，5人弃权。执政党新世界党155名议员、最大在野党新政治民主联合124名议员、以及2名无党派议员参加了表决。投赞成票的比例为52.7%，远低于前任总理郑烘原此前获得的票数占比（72.4%）。李完九于同日下午6时20分举行就任仪式。次日，总统朴槿惠在青瓦台向李完九颁发国务总理任命书。在之后主持召开的国务会议上，朴槿惠明确表示希望李完九以“丰富的经验和卓越的领导能力”解决各种难题。她同时表示，希望李完九为高层党政协商会议上的讨论与决策“发挥核心作用”。
2015年4月20日，李完九因捲入成完鍾行賄案中而向總統朴槿惠請辭，27日，朴槿惠批准他的辭呈，李完九成為韓國史上最短任期的總理。

## 个人丑闻
李完九现时有各种丑闻缠身，包括房地产投机、抄袭论文、向媒体施压、次子逃避兵役、弟弟违反律师法等。李完九在获总理提名后向媒体施压，要求禁播有关其各种疑惑的报道。此事曝光后，舆论哗然，同时最大在野党新政治民主联合甚至要求其主动放弃提名人资格。李完九已对自己的不当言行道歉。此外，对于20年前攻读博士时抄袭论文的嫌疑，他表示“以现在的标准看20年前的论文，（质疑）也许是对的。我不是专家学者，难免会有疏忽的部分”。但对于房地产投机等其他指控，李完九表示反对。
2015年2月15日，韩国国会在表决总理提名人李完九任命批准案过程中，有在野党议员对他的适任性提出新的质疑，指李完九对于未申报购买豪华公寓一事做了不实陈述。李完九在出席总理提名人国会听证会表示，在察觉财产申报书漏列2003年购买的首尔江南区塔宫大楼公寓后，已要求国会秘书处协助修正。然而新政治民主联盟国会议员金成骏却发现，李完九说法不实。反对阵营质疑，李完九可能以2002年收受的违法政治献金购买该豪宅，他财产申报书漏列，显然意图隐藏购屋的资金来源。在面对媒体质疑时，李完九会立刻拿出说明材料，被记者调侃为“自动售货机”。他解释称，对于提名早有耳闻，也就早做了准备。

### 行賄风波
2015年4月，李完九因捲入成完鍾行賄案中向總統朴槿惠請辭被批准后。次年1月29日，韩国法院裁定，李完九于2013年收受3000万韩元的贿赂罪名成立，判处有期徒刑8个月，缓期两年执行。接到判决结果后，李完九表示自己是清白的，提出上诉。同年9月，二审判决改判李完九无罪，法院表示涉案的两项关键证据无法证明李有罪，检方就无罪的判决结果提出上诉。2017年12月22日，韩国大法院宣判，维持二审判决结果、李完九无罪。